# Johannes Maria von Renard

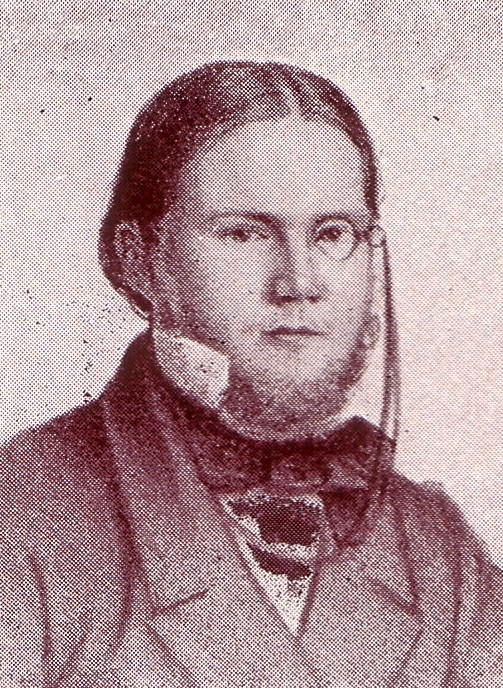
Johannes Maria von Renard als Student (um 1851)

Johannes Maria Graf von Renard (* 24. März 1829 in Groß-Strehlitz, Oberschlesien; † 7. März 1874 in Wien) war ein deutscher Montanindustrieller und Großgrundbesitzer in Schlesien. Vor und nach der Deutschen Reichsgründung war er Mitglied des Reichstags.

## Leben
Graf Johannes Maria von Renard war der Sohn des schlesischen Großindustriellen Graf Andreas Maria von Renard. Er studierte zunächst an der Rheinischen Friedrich-Wilhelms-Universität Rechtswissenschaft und Staatswissenschaft. 1851 wurde er im Corps Borussia Bonn aktiv. Als Inaktiver wechselte er an die Friedrich-Wilhelms-Universität Berlin und die Friedrichs-Universität Halle.
Nach den Examen trat er in den Diplomatischen Dienst des Königreichs Preußen. Bis 1853 war er Legationssekretär in Washington, D.C., danach bis 1854 in Konstantinopel. In der Zeit des Deutsch-Französischen Krieges (1870–1871) war er für die deutsche Militärverwaltung Präfekt in Nancy.
Er war Gutsherr auf Kelsch mit Koschmieder bei Lublinitz (Oberschlesien) sowie der Herrschaft Sielce mit Modrzejów bei Sosnowitz („Russisch-Polen“) und verfügte über ein größeres Aktienvermögen. Er züchtete und besaß zahlreiche Rennpferde, darunter drei Sieger im Deutschen Derby. Renard saß im Aufsichtsrat mehrerer Unternehmen des Versicherungswesens, des Bergbaus und des Eisenbahnbaus. Als Nachfolger seines Vaters wurde er 1868 Vorsitzender des Verwaltungsrates der Forst-, Hütten- und Bergbaugesellschaft Minerva.
Im Jahr 1867 gehörte er zu den Mitbegründern der Freikonservativen Partei und war von 1867 bis zu seinem Tod Mitglied verschiedener Reichstage, des Konstituierenden Reichstags 1867, des Reichstags des Norddeutschen Bundes (1867–1870) und des Reichstags des Deutschen Reiches ab 1871. Außerdem saß er von 1862 bis 1874 als Abgeordneter im Preußischen Abgeordnetenhaus.

## Familie

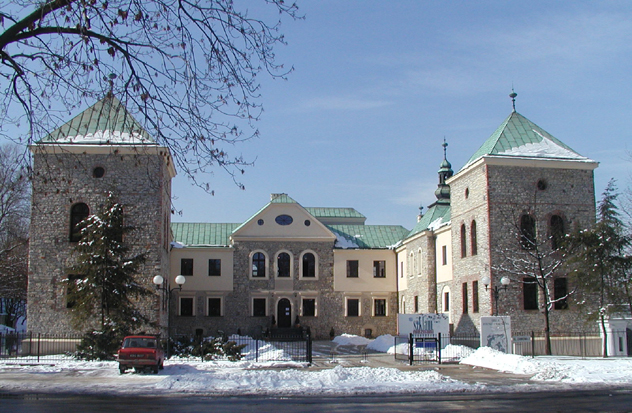
Jagdschloss Sielce

Renard war in erster Ehe mit Maria Anna Auguste Freiin Spies von Büllesheim (1827–1856) verheiratet. Nach Annas Tod heiratete er Luise Wilhelmine Christiane geb. Ebel verw. Gräfin von Schwerin-Willmersdorf († 1901). Sein Neffe und Erbe war Mortimer von Tschirschky. Dessen Mutter war Renards ältere Schwester Marie Christine von Renard (5. August 1826; gest. 4. Februar 1847). Sein Vater hieß Karl Benno von Tschirschky.
Eine weitere Schwester Renards hieß Ludmille Gabriele Maria von Renard (* 28. August 1830; † 16. Januar 1894 in Potsdam). Sie war in erster Ehe mit Karl von Brühl (1818–1858), dem Patronatsherren von Seifersdorf bei Radeberg/Sachsen verheiratet. Aus der Ehe gingen drei Kinder hervor: Elisabeth; Maria; Karl von Brühl-Renard (1853–1923), letzter Seifersdorfer Graf. In zweiter Ehe war Ludmille Gabriele Maria mit Georg Karl Graf von Schlieffen (* 8. Januar 1832 Berlin; gest. 13. Oktober 1901 München) verheiratet.
Am 5. März 1855 wurde Renard Ritter des Ritterordens vom Heiligen Grab zu Jerusalem.